# باش أت ذا بيش
باش أت ذا بيش بالإنجليزية (Bash at the Beach ) هو أحد المهرجانات التي تقدمها مؤسسة المصارعة الحرة الترفيهية wwe . تم عرض أول حدث عام 1994 .

## الاحداث
| # | الحدث                | التاريخ        | المدينة                      | المكان                     | الحدث الرئيسي |
| - | -------------------- | -------------- | ---------------------------- | -------------------------- | --- |
| 1 | باش أت ذا بيش (1994) | يوليو 17, 1994 | أورلاندو                     | Orlando Arena              | ريك فلير (c) versus هولك هوجان for the بطولة العالم للوزن الثقيل                                                                                            |
| 2 | باش أت ذا بيش (1995) | يوليو 16, 1995 | هونتينغتون بيتش (كاليفورنيا) | The beach                  | هولك هوجان (c) versus فيدر (مصارع) in a Steel cage match for the بطولة العالم للوزن الثقيل                                                                  |
| 3 | باش أت ذا بيش (1996) | July 7, 1996   | دايتونا بيتش                 | Ocean Center               | Hulk Hogan and The Outsiders (ديزل and سكوت هول) vs. راندي سافاج, ستينغ (مصارع) and ليكس لوغر in a Six man tag team match.                                  |
| 4 | باش أت ذا بيش (1997) | July 13, 1997  | Daytona Beach, Florida       | Ocean Center               | Lex Luger and بيغ شو vs. دينيس رودمان and Hollywood Hogan                                                                                                   |
| 5 | باش أت ذا بيش (1998) | July 12, 1998  | San Diego, California        | Cox Arena                  | Dennis Rodman and Hollywood Hogan vs. دايموند دلاس بايج and كارل مالوني                                                                                     |
| 6 | باش أت ذا بيش (1999) | July 11, 1999  | فورت لاودردال                | National Car Rental Center | Kevin Nash (c) and Sting vs. Randy Savage and سايكو سيد for the WCW World Heavyweight Championship                                                          |
| 7 | باش أت ذا بيش (2000) | July 9, 2000   | Daytona Beach, Florida       | Ocean Center               | جيف جاريت (c) vs. بوكر تي for the WCW World Heavyweight Championship (billed as Jeff Jarrett (c) vs. هولك هوجان for the WCW World Heavyweight Championship) |